# 후고 에버라인
후고 에버라인(Hugo Eberlein, 1887년 ~ 1941년)은 독일의 공산주의 정치가이다. 1919년 코민테른 창립 대회에 참석하여 1928년까지 주요 직책들을 역임했다.